# Liste des monuments historiques de Huldenberg
Cette page regroupe l'ensemble des monuments classés de la ville de Huldenberg.
| Objet                                                   | Statut du classement? | Année de construction/architecte | Section communale | Adresse                  | Coordonnées                      | Numéro d'inventaire | Illustration                                            |
| ------------------------------------------------------- | --------------------- | -------------------------------- | ----------------- | ------------------------ | -------------------------------- | ------------------- | ------------------------------------------------------- |
| (nl) Brouwerij De Kroon                                 | Oui                   |                                  | Neerijse          | Beekstraat 20            | 50° 48′ 55″ nord, 4° 37′ 26″ est | 200080              | Téléverser                                              |
| (nl) Parochiekerk Onze-Lieve-Vrouw                      | Oui                   |                                  | Huldenberg        | St.-Rochusstraat         | 50° 47′ 24″ nord, 4° 35′ 03″ est | 43291               | (nl) Parochiekerk Onze-Lieve-Vrouw                      |
| (nl) Sint-Rochuskapel                                   |                       |                                  | Huldenberg        | de Limburg Stirumlaan    | 50° 47′ 32″ nord, 4° 35′ 13″ est | 43292               | (nl) Sint-Rochuskapel                                   |
| (nl) Kasteel                                            |                       |                                  | Huldenberg        | Kasteelpark 1            | 50° 47′ 21″ nord, 4° 34′ 44″ est | 43293               | (nl) Kasteel                                            |
| (nl) Gesloten hoeve                                     | Oui                   |                                  | Huldenberg        | de Peuthystraat 13       | 50° 47′ 21″ nord, 4° 34′ 52″ est | 43294               | (nl) Gesloten hoeve                                     |
| (nl) Pastorie ANNO 1664                                 |                       |                                  | Huldenberg        | St.-Rochusstraat 11      | 50° 47′ 28″ nord, 4° 35′ 05″ est | 43295               | (nl) Pastorie ANNO 1664                                 |
| (nl) Hof ten Bosch, gesloten hoeve                      |                       |                                  | Huldenberg        | de Limburg Stirumlaan 66 | 50° 48′ 23″ nord, 4° 34′ 20″ est | 43296               | (nl) Hof ten Bosch, gesloten hoeve                      |
| (nl) Parochiekerk Sint-Pieter-en-Paulus                 | Oui                   |                                  | Neerijse          | Dorpsstraat              | 50° 49′ 02″ nord, 4° 37′ 32″ est | 43297               | (nl) Parochiekerk Sint-Pieter-en-Paulus                 |
| (nl) Kapel van Onze-Lieve-Vrouw-ten-Pui                 | Oui                   |                                  | Neerijse          | Kapelweg                 | 50° 49′ 10″ nord, 4° 37′ 47″ est | 43298               | (nl) Kapel van Onze-Lieve-Vrouw-ten-Pui                 |
| (nl) Pastorie, dubbelhuis ca. 1750                      | Oui                   |                                  | Neerijse          | Dorpsstraat 46           | 50° 49′ 06″ nord, 4° 37′ 30″ est | 43299               | Téléverser                                              |
| (nl) Kasteel d'Overschie, heden ziekenhuis              | Oui                   |                                  | Neerijse          | Lindenhoflaan 3          | 50° 49′ 04″ nord, 4° 38′ 04″ est | 43300               | (nl) Kasteel d'Overschie, heden ziekenhuis              |
| (nl) Kasteel d'Overschie, heden ziekenhuis              | Oui                   |                                  | Neerijse          | Lindenhoflaan 5          | 50° 49′ 04″ nord, 4° 38′ 04″ est | 43300               | Téléverser                                              |
| (nl) Hoeve langgeveltype, XVIII-XIX                     | Oui                   |                                  | Neerijse          | Beekstraat 17            | 50° 49′ 00″ nord, 4° 37′ 35″ est | 43301               | Téléverser                                              |
| (nl) Hoeve, begin XIX                                   | Oui                   |                                  | Neerijse          | Dorpsstraat 1            | 50° 49′ 08″ nord, 4° 37′ 49″ est | 43302               | Téléverser                                              |
| (nl) Hovenierswoning, classicistisch dubbelhuis         | Oui                   |                                  | Neerijse          | Dorpsstraat 3            | 50° 49′ 08″ nord, 4° 37′ 46″ est | 43303               | Téléverser                                              |
| (nl) Langshuis                                          | Oui                   |                                  | Neerijse          | Dorpsstraat 5            | 50° 49′ 07″ nord, 4° 37′ 43″ est | 43304               | Téléverser                                              |
| (nl) Zandstenen deuromlijsting uit XVIII                | Oui                   |                                  | Neerijse          | Dorpsstraat 13           | 50° 49′ 04″ nord, 4° 37′ 37″ est | 43305               | (nl) Zandstenen deuromlijsting uit XVIII                |
| (nl) Dubbelhuis                                         | Oui                   |                                  | Neerijse          | Dorpsstraat 58           | 50° 49′ 03″ nord, 4° 37′ 29″ est | 43307               | (nl) Dubbelhuis                                         |
| (nl) Huis                                               | Oui                   |                                  | Neerijse          | Dorpsstraat 36           | 50° 49′ 04″ nord, 4° 37′ 31″ est | 43308               | (nl) Huis                                               |
| (nl) Lindenhof, kasteelhoeve                            | Oui                   |                                  | Neerijse          | Lindenhoflaan 4          | 50° 49′ 02″ nord, 4° 37′ 43″ est | 43309               | (nl) Lindenhof, kasteelhoeve                            |
| (nl) Eénverdiepingshuisje, midden XVIII                 |                       |                                  | Neerijse          | Kapelbergstraat 14       | 50° 49′ 14″ nord, 4° 37′ 48″ est | 43310               | Téléverser                                              |
| (nl) Hoeve langgeveltype                                | Oui                   |                                  | Neerijse          | Kapelbergstraat 28       | 50° 49′ 11″ nord, 4° 37′ 46″ est | 43311               | (nl) Hoeve langgeveltype                                |
| (nl) Gesloten hoeve, XVII-XVIII A                       |                       |                                  | Neerijse          | Langerodestraat 15       | 50° 49′ 38″ nord, 4° 38′ 08″ est | 43312               | Téléverser                                              |
| (nl) Hoevegebouwen, schuur 1856                         | Oui                   |                                  | Neerijse          | Wolfshaegen 130          | 50° 47′ 58″ nord, 4° 37′ 50″ est | 43313               | (nl) Hoevegebouwen, schuur 1856                         |
| (nl) Withof, semi-gesloten hoeve uit XVII-XVIII         | Oui                   |                                  | Neerijse          | Wolfshaegen 128          | 50° 47′ 50″ nord, 4° 37′ 47″ est | 43314               | (nl) Withof, semi-gesloten hoeve uit XVII-XVIII         |
| (nl) Parochiekerk Sint-Antonius                         | Oui                   |                                  | Loonbeek          | J.Van der Vorstlaan      | 50° 48′ 26″ nord, 4° 36′ 24″ est | 43315               | (nl) Parochiekerk Sint-Antonius                         |
| (nl) Kasteel van de familie Van der Vorst en watermolen | Oui                   |                                  | Loonbeek          | St.-Jansbergsteenweg 24  | 50° 48′ 20″ nord, 4° 36′ 30″ est | 43316               | (nl) Kasteel van de familie Van der Vorst en watermolen |
| Église Saint-Nicolas d'Ottenburg                        | Oui                   |                                  | Ottenburg         | Kerkstraat               | 50° 45′ 09″ nord, 4° 36′ 55″ est | 43317               | Église Saint-Nicolas d'Ottenburg                        |
| (nl) Pastorie, 1782                                     |                       |                                  | Ottenburg         | Pastorijstraat 3         | 50° 45′ 06″ nord, 4° 36′ 51″ est | 43318               | (nl) Pastorie, 1782                                     |
| (nl) Hoeve, 1780                                        |                       |                                  | Ottenburg         | Florivalstraat 40        | 50° 45′ 31″ nord, 4° 38′ 22″ est | 43319               | Téléverser                                              |
| (nl) Parochiekerk Sint-Agatha                           | Oui                   |                                  | Sint-Agatha-Rode  | Leuvensebaan             | 50° 47′ 14″ nord, 4° 38′ 02″ est | 43320               | (nl) Parochiekerk Sint-Agatha                           |
| (nl) Pastorie, dubbelhuis                               | Oui                   |                                  | Sint-Agatha-Rode  | Leuvensebaan 323         | 50° 47′ 11″ nord, 4° 38′ 02″ est | 43321               | (nl) Pastorie, dubbelhuis                               |
| (nl) Dorpswoning                                        | Oui                   |                                  | Sint-Agatha-Rode  | Leuvensebaan 368         | 50° 47′ 12″ nord, 4° 38′ 04″ est | 43322               | (nl) Dorpswoning                                        |
| (nl) Voorgevel                                          | Oui                   |                                  | Sint-Agatha-Rode  | Leuvensebaan 366         | 50° 47′ 12″ nord, 4° 38′ 04″ est | 43323               | (nl) Voorgevel                                          |
| (nl) Groot domein                                       | Oui                   |                                  | Sint-Agatha-Rode  | Leuvensebaan 319         | 50° 47′ 04″ nord, 4° 38′ 00″ est | 83762               | (nl) Groot domein                                       |